# Ducula pacifica
La dúcula del Pacífico o dúcula pacífica (Ducula pacifica) es una especie de ave columbiforme de la familia Columbidae propia de la Polinesia. Se extiende por Samoa Americana, las islas Cook, las islas más pequeñas del este de Fiyi, Kiribati, Niue, las islas satélites más pequeños de Papua Nueva Guinea, Samoa, del sur de las Islas Salomón, Tokelau, Tonga, Tuvalu, Vanuatu y Wallis y Futuna. Su hábitat natural son los bosques de tierras bajas húmedas tropicales en las islas más pequeñas y bosque montano húmedo tropical en las islas más grandes. Viajan entre las islas con el fin de buscar alimento. Pueden formar grandes bandadas en árboles frutales, y viajan algunas distancias para alimentarse. La especie es frugívora, teniendo una serie de especies de frutos, y de vez en cuando hojas y flores. La especie anida en árboles altos, construyendo un nido oculto desordenado sin forro de ramitas. Por lo general, un solo huevo es puesto, la incubación es llevanda a cabo por ambos padres.
La especie ha sufrido la pérdida de hábitat y la presión de la caza, y se ha reducido a nivel local en algunas zonas, sigue siendo común en la mayor parte de su área, y está catalogado como menos preocupación por el IUCN. La especie es más vulnerable en islas pequeñas. La paloma imperial del Pacífico fue cazado en la prehistoria en Tonga y Samoa con trampas elaboradas sobre plataformas de piedra, y estas cacerías eran de considerable importancia cultural. Es considerada como símbolo nacional de Tonga.